# Bryndís Ólafsdóttir
Bryndís Ólafsdóttir (ur. 17 sierpnia 1969) – islandzka pływaczka.
Brała udział w igrzyskach w 1988, na których startowała w zawodach na 50, 100 i 200 m stylem dowolnym. Na najkrótszym dystansie odpadła w pierwszej rundzie, zajmując 2. miejsce w swoim wyścigu eliminacyjnym z czasem 28,38. W klasyfikacji generalnej została sklasyfikowana na 37. pozycji. Na 100 m także zakończyła rywalizację w pierwszej rundzie, zajmując 7. lokatę w swoim wyścigu eliminacyjnym z czasem 59,56 i w końcowej klasyfikacji była 40, natomiast na dystansie dwukrotnie dłuższym uplasowała się na 32. miejscu, odpadając w pierwszej rundzie mimo zajęcia 1. pozycji w swoim wyścigu eliminacyjnym z czasem 2:07,11. Była najmłodszym reprezentantem Islandii na tych igrzyskach. Trzykrotnie startowała na mistrzostwach Europy.
Po zakończeniu kariery rozpoczęła starty w zawodach Strongwoman. W wieku 16 lat zaczęła uprawiać podnoszenie ciężarów; w 1995 roku wygrała pierwsze zawody. W 2011 wygrała mistrzostwa kraju, natomiast rok później była 5. na mistrzostwach świata.
Po zakończeniu startów wyczynowych pracuje jako fizjoterapeutka.